# 1119
| Calendário gregoriano                                                        | 1119 MCXIX                                             |
| Ab urbe condita                                                              | 1872                                                   |
| Calendário arménio                                                           | 568 – 569                                              |
| Calendário bahá'í                                                            | -725 – -724                                            |
| Calendário budista                                                           | 1663                                                   |
| Calendário chinês                                                            | 3815 – 3816 Início a 13 de fevereiro (aproximadamente) |
| Calendário copta                                                             | 835 – 836                                              |
| Calendário etíope                                                            | 1111 – 1112                                            |
| Calendários hindus - Vikram Samvat - Calendário nacional indiano - Cáli Iuga | 1174 – 1175 1040 – 1041 4219 – 4220                    |
| Calendário Holoceno                                                          | 11119                                                  |
| Calendário islâmico                                                          | 513 – 514                                              |
| Calendário judaico                                                           | 4879 – 4880                                            |
| Calendário persa                                                             | 497 – 498                                              |
| Calendário rúnico                                                            | 1369                                                   |
| Calendário solar tailandês                                                   | 1662                                                   |

1119 (MCXIX, na numeração romana) foi um ano comum do século XII do Calendário Juliano, da Era de Cristo, e a sua letra dominical foi E (52 semanas), teve início a uma quarta-feira, terminou também a uma quarta-feira.
No território que viria a ser o reino de Portugal estava em vigor a Era de César que já contava 1157 anos.
| Ano completo                        |
| ----------------------------------- |
| Ano comum com início à quarta-feira |

## Eventos
- O Papa Calisto II sucede ao Papa Gelásio II.
- O Papa atribui definitivamente a Braga as dioceses de Coimbra e Viseu.

## Nascimentos
- 7 de Julho - Sutoku, 75º imperador do Japão.